# Сирил Рамафоса
Сѝрил Рамафо̀са (на венда: Cyril Ramaphosa) е южноафрикански бизнесмен и политик от Африканския национален конгрес (АНК), президент на РЮА от 15 февруари 2018 г.
Роден е на 17 ноември 1952 година в Совето в семейство на пенсиониран полицай от етническата група венда. Започва да учи право в Университета на Лимпопо, но се включва в студентски политически организации и е арестуван неколкократно за продължителни периоди. Дипломира се задочно в Южноафриканския университет през 1981 година.
През следващата 1982 година основава Националния съюз на минните работници, който се нарежда сред най-влиятелните профсъюзи в страната. През 1991 – 1997 година е генерален секретар на АНК.
Развива активна стопанска дейност, към 2016 година е сред най-богатите хора в страната с имущество, оценявано на 6,4 милиарда южноафрикански ранда (860 милиона лева).
През 2014 година става заместник-президент на Южноафриканската република. Оглавява АНК през 2017 година.
От 15 февруари 2018 година Сирил Рамафоса е президент на Южноафриканската република.